# Lamigo TV
Lamigo TV為專屬於中華職棒Lamigo桃猿隊的網路轉播平台， 僅限於桃猿隊主場賽事轉播，並持續推出棒球相關節目如《10號總動猿》等。2019年節目內容可於MeMe直播等平台收視，同年年底正式結束營運。

## 簡介
Lamigo桃猿領隊劉玠廷於2015年3月17日宣布「Lamigo TV」正式開台，於3月20日試播，21日與22日中華職棒26年開幕週首播，並邀請知名棒球主播徐展元擔任球賽主播， 其訊號來源為製播Lamigo桃猿以及統一7-ELEVEn獅主場賽事的民視。

## 轉播陣容
- 球賽主播：徐展元、「導播哥」Joseph
- 球賽球評：前LamiGirls妍言、泱泱、何美、新泰國中青少棒隊總教練梁如豪、桃園航空城棒球隊總教練蔡榮宗等

## 節目

### 播映中節目
- 10號總動猿2019（合併星猿追追追與超速應援（改名辣蜜特搜隊）之節目）
- 猿來4 ni（2016年下半季起不定期播出之球員深度訪談節目）
- 桃猿週報

### 已播畢節目
- 10號總動猿（合併星猿追追追與超速應援（改名辣蜜特搜隊）之節目）（2018年球季至年底）
- 猿夢計畫（2017年季後至年底）
- 桃猿地方大使（類似超速應援、LamiGirls應援趣，2017年季後至年底）
- 星猿追追追（2017年球季）
- 超速應援（LamiGirls應援趣續作，2017年球季）
- 大應援天團（劉時豪主持，2015年球季）
- Super Monkeys超級應猿團（2015年季後）
- LamiGirls生死鬥（2015年季後）
- 猿力覺醒（徐展元主持，2016年上半季）
- 小猿當家[3]（2016年下半季）
- 實習爸爸日記（小猿當家續作，2016年季後）
- 全猿偵查王（2016年季後）
- 糸柬王球女子口馬（即「練球好嗎」，2016年季後）
- 寵物大平台（2016年季後）
- LamiGirls應援趣（2015、2016年球季）
- 誰來晚餐（LamiGirls，2016年季後）

## 外部連結
- （繁體中文）Lamigo TV 官方網站
- Lamigo TV在台灣棒球維基館上的頁面（繁體中文）
- LamigoTV的Facebook專頁(官方)
- YouTube上的Lamigo TV頻道